# 符传荣
符传荣（1938年—），海南省海口市美兰墟内村人。中国人民解放军将领。
1958年参加中国人民解放军，任海南军区作战处测绘员。1967年，任广州军区作战部参谋，1969年，调总参谋部办公厅任秘书。1971年，任总参谋部作战部参谋。1989年，任总参谋部作战部副部长，1991年授予少将军衔，1993年，任总参谋部作战部部长；同时兼任国家三防总指挥部副秘书长，国家人民防空办公室主任，国家空中交通管制委员会办公室主任，国家边防委员会办公室主任。